# Отречение Михая I

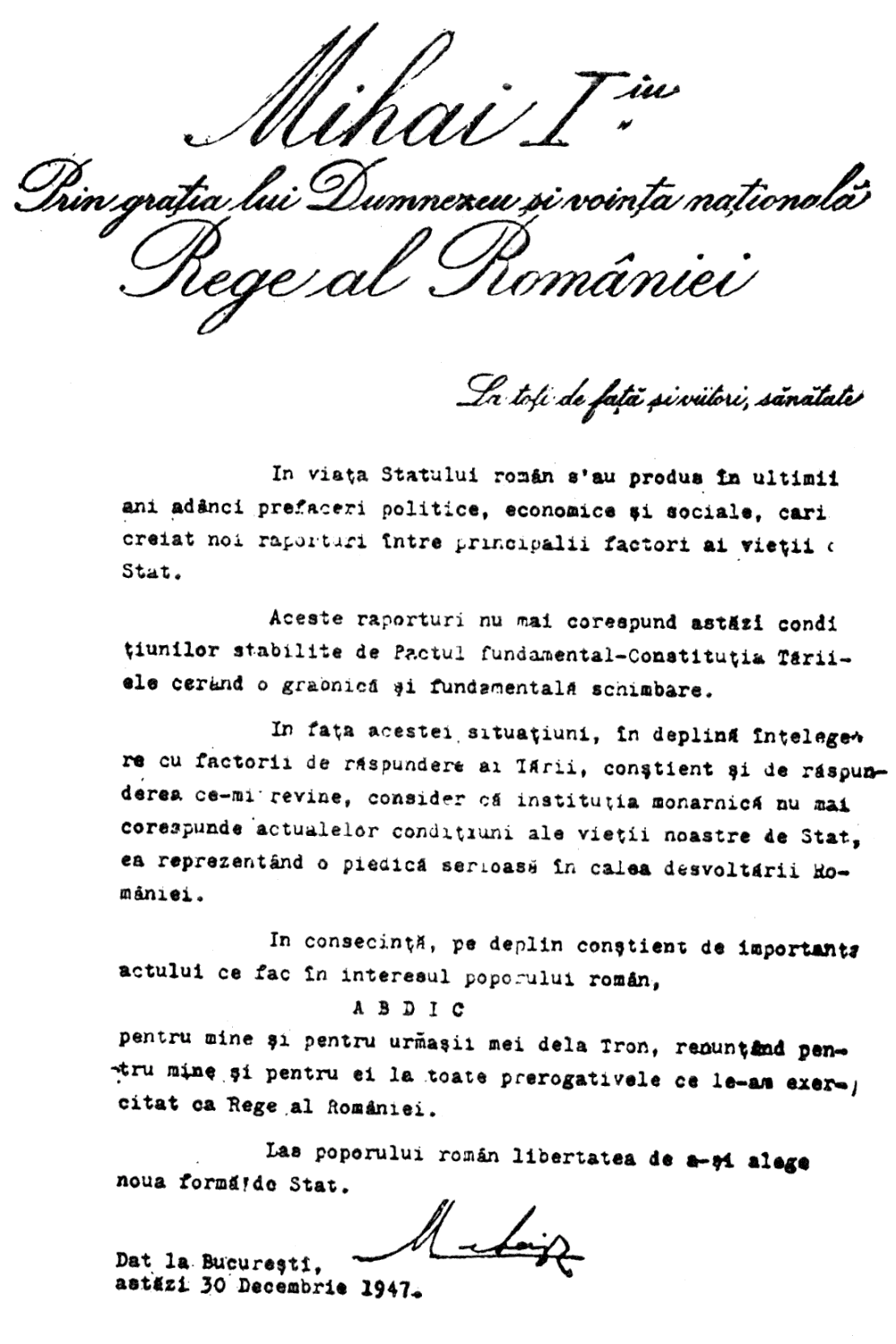
Акт об отречении короля Михая I

Государственный переворот 30 декабря 1947 года (рум. Lovitura de stat de la 30 decembrie 1947; в коммунистической историографии Румынии — «Провозглашение Румынской Народной Республики», «День Республики», «Отречение короля Михая I») — государственный переворот в Королевстве Румыния, имевший место в период с 30 декабря 1947 года по 3 января 1948 года и осуществлённый румынскими коммунистическими властями при поддержке советских оккупационных войск. Король Румынии Михай I после шантажа и угроз был вынужден подписать неконституционный акт отречения от румынского королевского престола. Коммунистическое правительство, провозгласив создание Румынской Народной Республики и нарушив действовавшую на тот момент в стране конституцию, вынудило членов Румынской королевской семьи покинуть страну и оставаться в эмиграции до 1997 года. 
В марте 1948 года в Лондоне король Михай I объявил, что его отречение было недействительным, поскольку его путём шантажа и под угрозой применения силы вынудили отречься от престола. В результате этой декларации коммунистическое правительство Румынии лишило короля и членов королевской семьи румынского гражданства. 
Фундаментальные политические изменения, вызванные переворотом, произошли без одобрения румынской нации. Действовавшая на тот момент в королевстве конституция требовала проведения референдума по поводу изменения формы правления.

## Политическая ситуация в стране на момент переворота
В марте 1944 года, когда советские войска вошли на территорию Румынии, Михай I вступил в открытый конфликт с кондукэтором Румынии Йоном Антонеску, установившим в стране фашистский режим. Маршал Антонеску считал необходимым задержать Красную армию на линии Фокшани — Нэмолоасэ — Галац, чтобы выторговать более выгодные условия мира. Король же требовал немедленного заключения перемирия, утверждая, что в противном случае страна превратится в руины. 23 августа 1944 года Антонеску прибыл на аудиенцию для обсуждения положения на фронте. Разговор быстро перешёл на повышенные тона. По условленному знаку в комнату вошла охрана во главе с майором Антоном Думитреску: «Именем короля вы арестованы!». Антонеску схватился за кобуру, но охрана короля мгновенно скрутила ему руки. В отместку германская авиация на следующий день подвергла королевский дворец жестокой бомбардировке, однако Михай I уже покинул столицу, укрывшись в местечке Добрица, близ Крайовы. Антонеску был выдан Советскому Союзу, поддерживавшая его служба Сигуранца была распущена. Однако позже бывшего кондукэтора СССР вернул назад в Румынию, где тот по приговору трибунала был расстрелян вместе с некоторыми своими приближёнными 1 июня 1946 года в Жилавской тюрьме.
После государственного переворота 23 августа 1944 года, на следующий день Румыния вышла из союза с нацистской Германией во Второй мировой войне, и объявив войну Германии 25 августа 1944 года, перешла на сторону стран антигитлеровской коалиции: Великобритании, Франции, США и СССР. Переворот 1944 года во главе с королём Михаем I сократил Вторую мировую войну на несколько месяцев, спас жизни сотен тысяч человек, позволил увеличить скорость продвижения Красной армии в Румынию и на Балканы, и в то же время предоставил румынской армии возможность освободить страну от немецкой оккупации. В отсутствие официально подписанного перемирия советские войска по-прежнему относились к румынским войскам как к врагам.

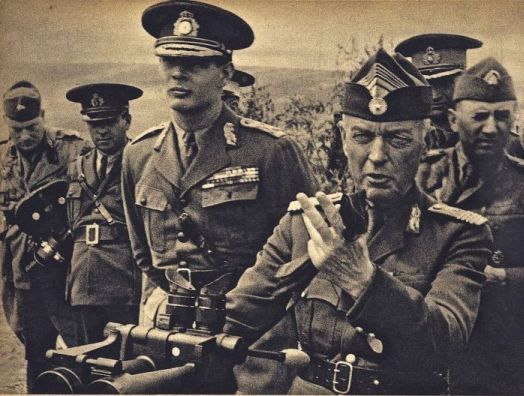
Король Михай I и маршал Ион Антонеску на берегах реки Прут, 16 августа 1941 года

Новым премьер-министром был объявлен генерал Константин Сэнэтеску, внешняя политика страны была переориентирована на сближение со странами антигитлеровской коалиции. Смена режима произошла по личной инициативе короля Михая I и небольшой группы его близких соратников, имела широкую поддержку со стороны политических партий (Национальная либеральная партия, Крестьянская национальная партия, Социал-демократическая партия и небольшая по численности Румынская коммунистическая партия), Румынской армии и поддерживалась подавляющим большинством населения. Данное решение соответствовало основным интересам нации: скорейший выход из уже проигранной войны, ограничение людских и материальных потерь, получение более благоприятных условий мира без превращения территории страны в театр военных и боевых действий.
Тем не менее перемирие от 23 августа 1944 года привело к вхождению в страну войск Красной армии (чего так или иначе пыталось избежать румынское руководство). По крайней мере, теоретически Красная армия вошла в Румынию как союзник, и после 23 августа между Румынией и Советской армией практически не было военных действий. Несмотря на это, война продолжалась. Не все румынские офицеры знали о перемирии или поддерживали новую власть. Так, военные действия на юге Молдовы продолжались до 29 августа, но уже 31 августа советские войска заняли Бухарест. В румынской историографии принято считать, что румынский народ самостоятельно сверг Иона Антонеску и разбил германские армии, находившиеся в Румынии, а помощь СССР и прочие внешнеполитические факторы сыграли не самую значительную роль в государственном перевороте. Переворот практически приравнивался к «капитуляции», «безоговорочному» капитулированию перед Советами и остальными союзниками. Переговоры между союзниками задержали подписание перемирия для того, чтобы Красная армия заняла как можно большую часть Румынии и могла диктовать условия перемирия. В течение периода действия приказа о прекращении огня, подписанного королём Михаем I, 114—160 тысяч румынских солдат были взяты без боя в плен советскими войсками и отправлены пешком в лагеря на территории Советского Союза; около трети из них погибли в пути. На территории Румынии из состава румын-военнопленных была укомплектована 1-я румынская добровольческая пехотная дивизия, воевавшая в составе РККА 2-го Украинского фронта (позднее в составе Вооружённых сил Румынии) в Румынии, Венгрии и Чехословакии; на такой же основе, но уже на территории СССР была сформирована и 2-я румынская добровольческая пехотная дивизия, которая формально не сражалась с немецкими войсками, но вела активную борьбу против вооружённых формирований румынских фашистов.
2 апреля 1944 года (то есть, ещё до переворота против Антонеску) министр иностранных дел СССР Вячеслав Молотов заявил, что если Румыния примет условия перемирия, диктуемые союзниками, Советская армия не будет стремиться изменить существующий политический и социальный режим при входе в страну — обещание, которое впоследствии было грубо нарушено.
После 23 августа 1944 года правительство Сэнэтеску по указу короля Михая I с трудом возобновило действие Конституции Румынии 1923 года (со многими фактическими ограничениями и нарушениями, вызванными советской военной оккупацией и постоянным усилением политического влияния коммунистов) и парламентский демократический режим, способствующие нормальному функционированию политических партий, официально запрещённых при режиме Антонеску.
Соглашение о перемирии с Румынией было подписано 12 сентября 1944. Соблюдение условий перемирия контролировалось Союзной контрольной комиссией, базирующейся в Бухаресте, в состав которой входили представители США, Великобритании и СССР. Из-за ввода в страну соединений Красной армии и Соглашения о процентах (о котором Румыния ещё не знала), всё более усиливалась роль советской делегации в Союзной контрольной комиссии, а политическая ситуация в стране стала быстро перерастать в диктатуру по модели сталинизма.

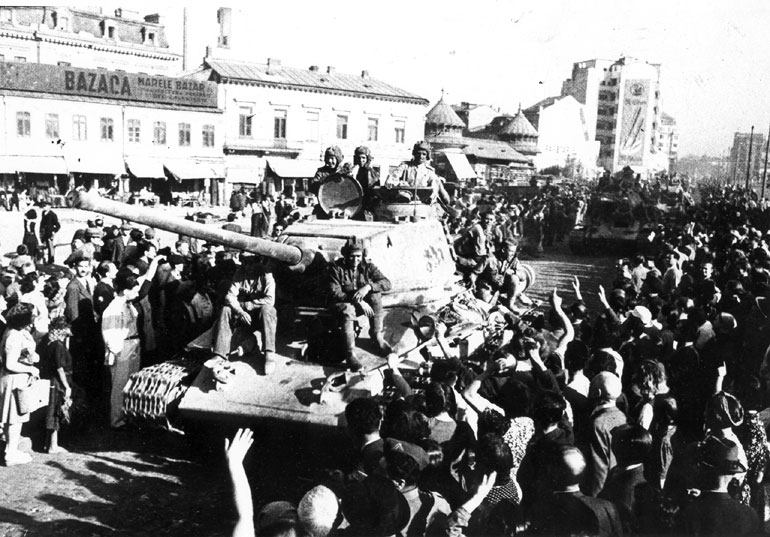
Вступление войск Красной армии в Бухарест, 31 августа 1944

6 марта 1945 года советский представитель Андрей Вышинский вынудил короля Михая I отправить в отставку правительство Николае Рэдеску, проводившее антикоммунистическую политику по образцу Греции. За несколько дней до отставки, в конце февраля 1945 года, коммунисты организовали массовые манифестации с требованием его отставки. Неизвестные провокаторы открыли по толпе огонь, около 10 человек было убито. Ранее Вышинский заявлял, что СССР не передаст Румынии северную Трансильванию, если Рэдеску сохранит свой пост. В результате новым главой правительства стал прокоммунист Петру Гроза, который не без поддержки СССР, действительно быстро решил трансильванскую проблему в пользу Румынии.
Два с лишним года Румыния оставалась чем-то вроде «социалистической монархии». Молодого короля прозвали в Москве «король-комсомолец». 6 июля 1945 года Михай I был награждён советским орденом «Победы» (№ 16) — как внёсший перелом в соответствующий этап войны (вывод Румынии из лагеря союзников Германии заметно ускорил разгром гитлеровской коалиции). Награждение состоялось 19 июля в Бухаресте — в большом тронном зале Королевского дворца. Награду вручил Маршал Советского Союза Фёдор Иванович Толбухин.
В августе 1945 года из-за многочисленных разногласий с правительством Грозы король Михай I потребовал его отставки, однако впервые в истории Румынии правительство отказалось уходить в отставку. В результате в период с августа 1945 года по январь 1946 года король начинает «королевскую забастовку», отказываясь подписывать законы, изданные правительством Грозы: согласно конституции 1923 года, законодательная власть осуществлялась «коллективно» королём и законодательным собранием, поэтому законы, не санкционированные и не обнародованные королём, не вступили в законную силу, при этом король не выходил за рамки своих прерогатив, поскольку статья 88 Конституции гласила, что король «может отказать в санкционировании и подписании закона».
8 ноября 1945 года по случаю праздника святых архангелов Михаила и Гавриила, в день общенационального празднования дня рождения короля Михая I, на Дворцовой площади в Бухаресте прошёл большой антикоммунистический и промонархический митинг — студенты и члены партий выразили своё недовольство коммунистическим режимом и поддержку молодому 24-летнему королю, которого они видели последним гарантом демократии. Произошло силовое столкновение с коммунистами и силовиками. Разгон демонстрации прошёл по тому же принципу, что и Минериада в июне 1990: агрессивно настроенные рабочие и активисты Национального демократического блока при поддержке полиции и органов безопасности спровоцировали на столкновения мирно настроенных демонстрантов. В результате погибли 11 человек, десятки получили ранения, а сотни демонстрантов были арестованы полицией Румынии на два года, без каких-либо чётких юридических обвинений против них. Около 1100 из демонстрантов ещё находились в тюрьме в декабре 1947 года, а их жизнь использовалась в качестве «разменной монеты» при шантаже короля Михая I для того, чтобы он подписал неконституционный акт об отречении.
19 ноября 1946 года в Румынии прошли всеобщие выборы, которые были массово сфальсифицированы правительством Петру Грозы: вместо фактически победившей Национал-цэрэнистской (Национально-крестьянской) партии победителем был объявлен Национальный демократический блок, в состав которого входила Коммунистическая партия и нескольких других сателлитов. После выборов Национально-крестьянская партия перешла в оппозицию. 14 июля 1947 года МВД под руководством коммуниста Теохари Джорджеску организовало Инцидент в Тэмэдэу: был организован вылет из страны лидеров Национально-крестьянской партии. В результате лидеры оппозиции Юлиу Маниу, Ион Михалаке, Юлие Лазэр и Николае Карандино, были арестованы тайной полицией Секуритате за попытку покинуть страну. Чтобы хоть как-то оправдать свои действия, правительство Петру Грозу по сфальсифицированному делу Юлиу Маниу был организован «кенгуриный суд», результатом которого стал приговор лидерам оппозиции. Детали данного инцидента остаются неизвестными до сих пор, а материалы по делу были частично засекречены.
После данного инцидента единственными остававшимися препятствиями для утверждения всей полной власти коммунистического режима были Конституции Румынии 1923 года и монархия.

## События 30 декабря 1947 года

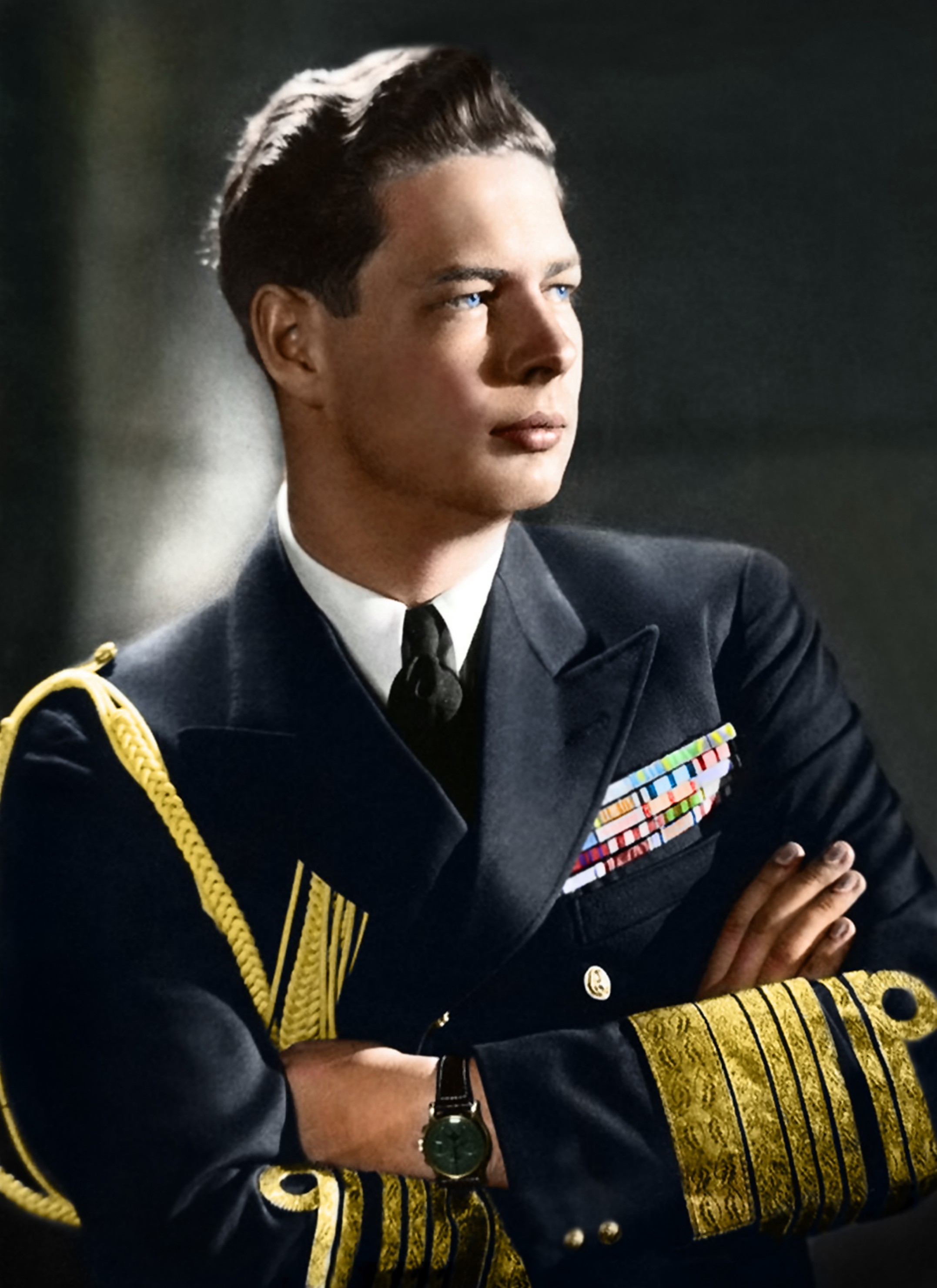
Король Михай I в 1947

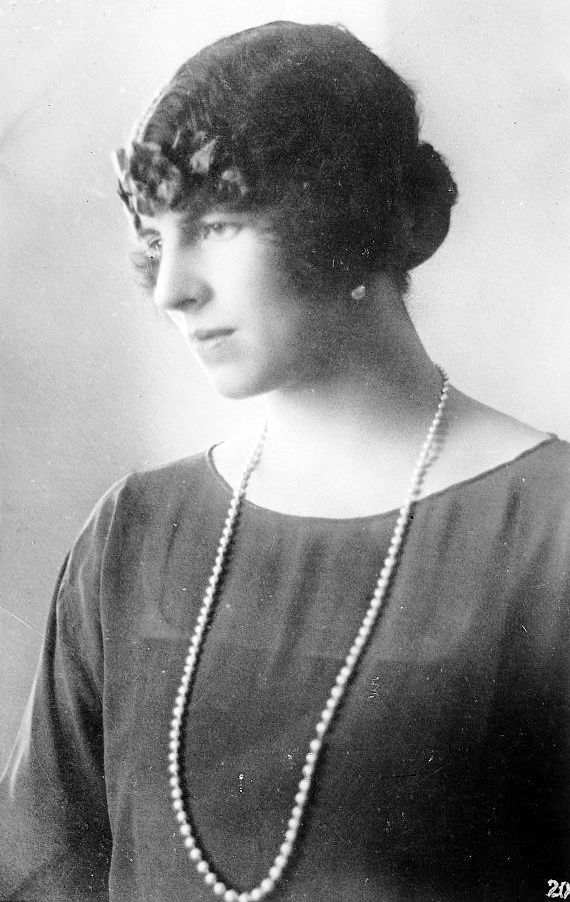
Королева-мать Елена

В ноябре 1947 года Его Величество Король Румынии Михай I и Её Величество Королева-мать Румынии Елена были приглашены на свадьбу принцессы Елизаветы Британской (позднее королева Великобритании Елизавета II) и Филиппа Маунтбеттена. Между двумя королевскими семьями существуют тесные семейные узы — мать короля Михая I была двоюродной сестрой принца Филиппа, а сам Михай I был четвероюродным братом Елизаветы (и по отцу, и по матери). Согласно обычаю, чтобы ответить на приглашение, король запросил согласия правительства, и правительство Румынии во главе с Петру Гроза, с большой поспешностью к удивлению короля, соглашается с приглашением. Торжественно проводить короля в аэропорт прибыло правительство в полном составе, по всей вероятности, надеявшееся, что король воспользуется возможностью не возвращаться в страну на фоне происходящих политических событий и ухудшения отношений с правительством. Вылет произошёл 12 ноября 1947 года из аэропорт Бэняса, самолёт пилотировал Траян Удриски, ранее учивший Михая I лётному делу (по некоторым данным, король Михай I так же во время этого полёта управлял самолётом).
Во время церемонии свадьбы, которая длилась почти месяц, король Михай I с матерью жили в отеле Кларидж в Лондоне. В те дни Великая герцогиня Люксембурга Шарлотта устроила приём в посольстве Люксембурга в Лондоне, где король Михай I познакомился с племянницей её мужа Феличе Бурбон-Пармского и своей будущей женой принцессой Анной Бурбон-Пармской. Молодые люди полюбили друг друга, и вскоре король Михай I запросил согласие правительства на брак с принцессой. По возвращении в страну, на железнодорожном вокзале Бэняса короля и королеву-мать встречал кабинет министров Румынии в том же составе что и провожал их. Встреча оказалась более чем холодной до такой степени, что некоторые министры, включая Лукрециу Пэтрэшкану, отказались пожать руку королю. Согласно положениям Устава королевской семьи, для вступления в брак королю необходимо было получить формальное согласие правительства. Однако его просьба, посланная правительству по возвращении в страну, была отклонена.
Вечером 29 декабря 1947 года королевская семья находилась в Синае, в замке Фоишор. Находившийся в своём рабочем кабинете король Михай I получил два телефонных звонка из Бухареста от Димитрие Негеля, маршала королевского дворца, который сообщил, что премьер-министр Петру Гроза предлагает королю встречу следующим утром, в 10 часов во дворце Елизаветы, «для обсуждения семейного вопроса» (в то время дворец Елизаветы в парке Херэстрэу являлся собственностью тёти короля Елизаветы Румынской и использовался как единственная королевская резиденция в Бухаресте, поскольку Королевский дворец, расположенный на проспекте Победы, был серьёзно повреждён немецкими бомбардировками 24 августа 1944 года, а Новый дом (Новый дворец) был полностью уничтожен теми же бомбардировками). Предполагая, что беседа будет касаться его будущего брака, король принял запрос о встрече, несмотря на то, что способ, которым была назначена встреча, представлял собой вопиющее нарушение королевского протокола — премьер-министр не мог назначать встречу с сувереном, но мог просить монаршей аудиенции и был обязан прибыть в назначенное ему место вовремя; такое несоблюдение протокола было распространённым явлением у чиновников-коммунистов.

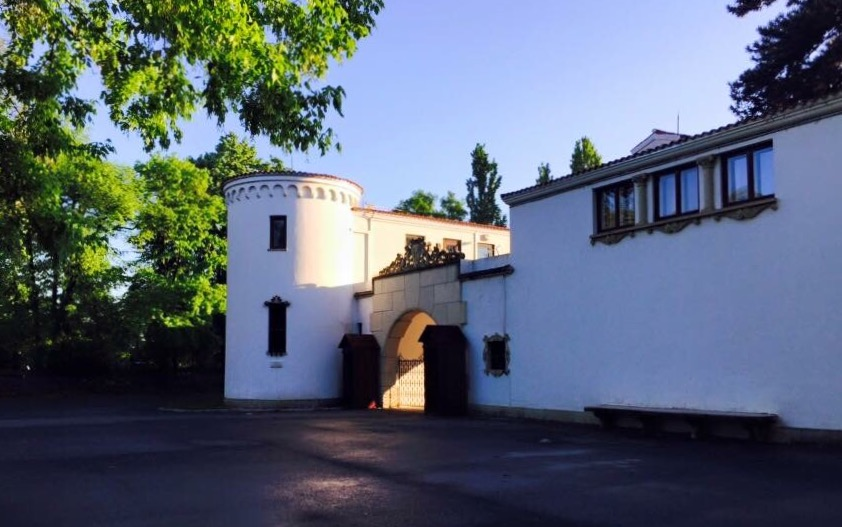
Дворец Елизаветы

Утром 30 декабря 1947 года король Михай I в сопровождении королевы-матери Елены и своего адъютанта Жака Верготти покинули Синаю и отправились в Бухарест на встречу с Петру Грозу. По прибытии во дворец Елизаветы Верготти заметил, что королевская гвардия, обеспечивавшая охрану дворца, была неожиданно заменена солдатами из дивизии Тудора Владимиреску, преданными коммунистам. Однако Верготти не смог доложить об этом королю Михаю I, так как был арестован двумя солдатами, которые в большом количестве находились в парке вокруг дворца.
В назначенное время (10:00 утра) король лично спустился вниз, чтобы открыть дверь Грозе. Явившейся премьер-министр был в сопровождении Георге Георгиу-Дежа, генерального секретаря Румынской рабочей партии, что было ещё одним нарушением королевского протокола, поскольку на встрече между сувереном и премьер-министром не могли присутствовать посторонние лица. Во дворце находился, кроме королевы-матери Елены, которая так же участвовала в «обсуждении семейного вопроса», только Мирча Ионнициу, личный секретарь и бывший одноклассник короля Михая.

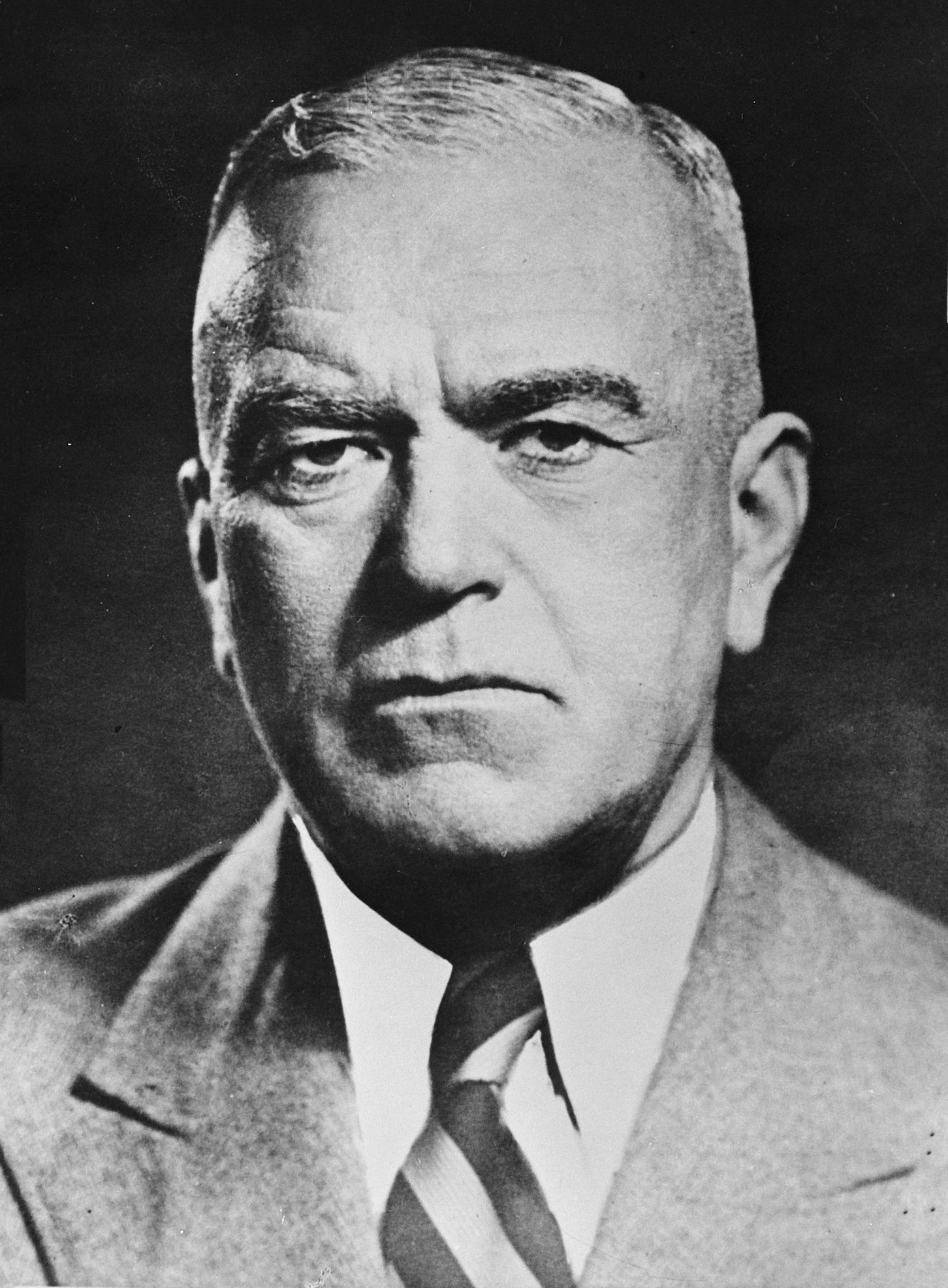
Петру Гроза — Председатель Совета Министров Румынии

В гостиной наверху Петру Гроза начав дискуссию, сказал, что «пришло время для дружеского развода между страной и монархией». Премьер-министр достал из папки напечатанный акт об отречении и попросил короля подписать его. Документ не соответствовал обычной форме королевских указов, показывая тем самым, что это подделка, выполненная иностранцами. Прочитав документ, король выразил протест, указав, что изменение формы государственного правления может быть проведено только по явному желанию румынской нации и при точном соблюдении демократических процедур, предусмотренных Конституцией, которые затем должны быть подтверждены на референдуме. Кроме того, готовый акт отречения, представленный королю, был юридически неверным, поскольку предусматривал, что король «отказывается от престола за себя и своих будущих потомков без явных и веских на то причин». Кроме того, возможное отречение от престола короля Михая I не означало автоматически отмену монархической формы правления, а лишь передачу короны следующему человеку в линии наследования румынского престола.

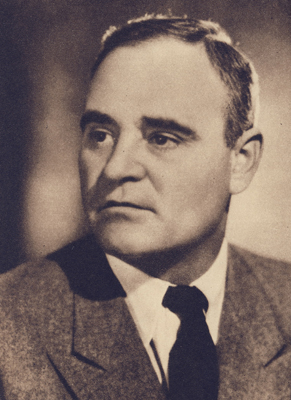
Георге Георгиу-Деж — Генеральный секретарь Румынской рабочей партии

В ответ Грозу и Георгиу-Деж заявили, что «нет времени на такие мелочи и процедуры» (поспешность была результатом политического давления со стороны СССР, который желал устранения монархии). Король попросил время для размышления и внимательного прочтения документа. Отойдя в свой кабинет и посоветовавшись с Ионнициу, король узнал, что дворец полностью окружён и изолирован, так как телефонная связь была отключена. Секретарь подчеркнул, что успешное покушение на жизнь короля устраняло бы любой шанс нормализации ситуации, в то время как подпись под незаконным актом могла бы быть отозвана; король пользовался огромной поддержкой населения, и вся нация бы знала, что акт отречения был подписан под угрозой шантажа и применения силы. В это же время на улицы Бухареста, по соглашению с румынскими коммунистами, советские военнослужащие ввели танки ИС-2, предназначенные для подавления возможного восстания и устрашения населения, а на стадионе у Триумфальной арки была установлена артиллерийская батарея, орудия которой были нацелены на дворец Елизаветы.
Вернувшись в гостиную, король всё ещё отказывался подписывать акт об отречении. В то же время Петру Гроза заулыбался и сказал: «Пощупайте мой карман». В кармане оказался пистолет. Тогда Гроза повернулся к королеве-матери и сказал ей по-немецки: «Это я на всякий случай прихватил, чтобы со мной не поступили, как с Антонеску». В качестве последнего аргумента Грозу и Георгиу-Деж пригрозили немедленным расстрелом 1100 демонстрантов (в основном студентов), которые находились в заключении после антикоммунистического и промонархического митинга 8 ноября 1945 года. Под напором шантажа король был вынужден подписать акт об отречении, сказав при этом: «Из-за меня кровь не прольётся!».

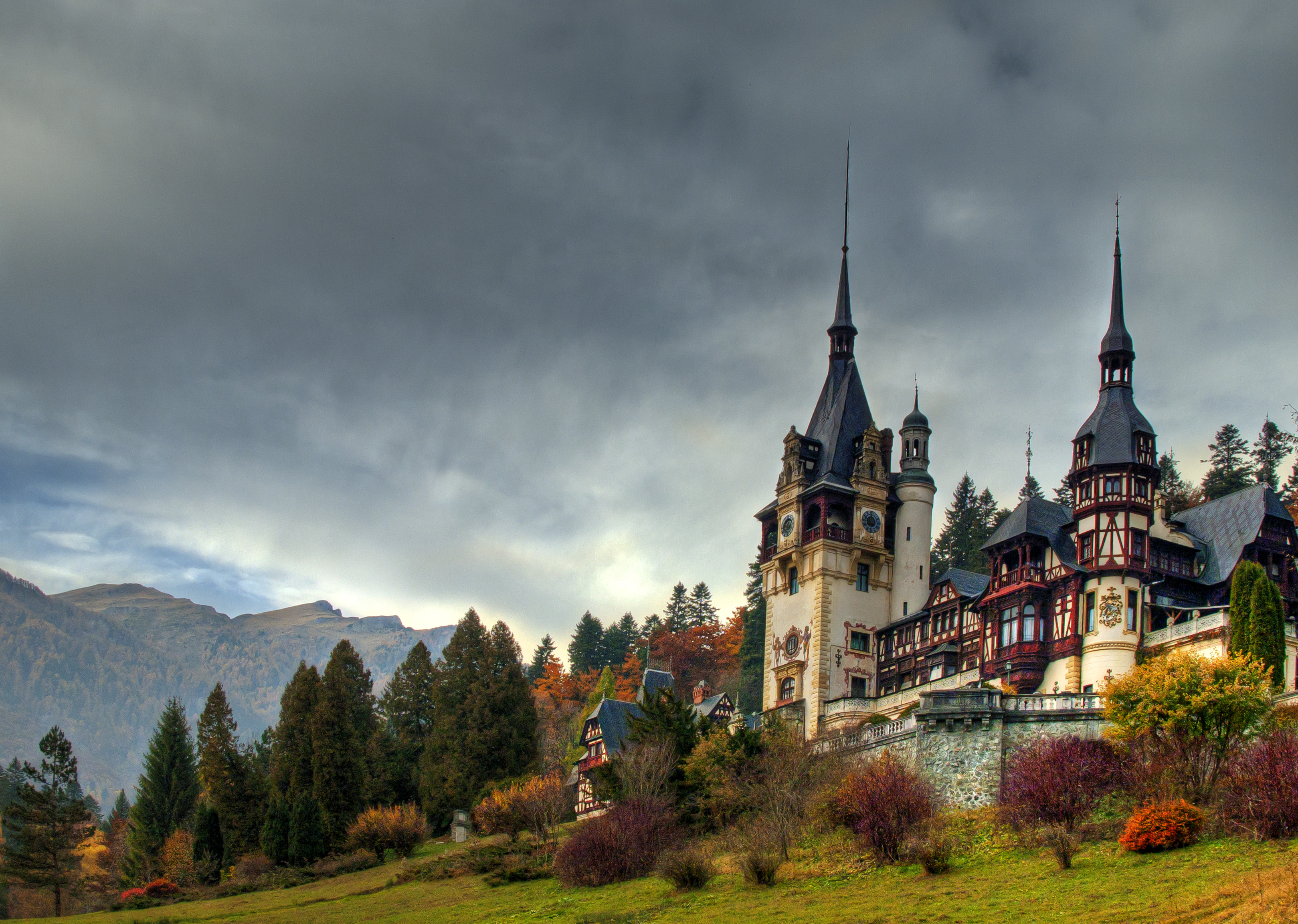
Замок Пелеш

После подписания акта королевской семье было предложено не пытаться связаться с кем-либо и как можно скорее уехать в Замок Пелеш, где «комиссия по инвентаризации», созванная коммунистическим правительством, должна была принять всю королевскую собственность (однако в своём стремлении конфисковать «всё богатство короля» коммунистическое руководство смешало в указе о национализации как личную собственность членов королевской семьи, так и имущество, принадлежавшее королевским владениям (доменам короны), а значит уже являющееся государственным).
Сама дата переворота была тщательно выбрана румынскими коммунистами и их сторонниками: была зима, и традиционно отмечавшее рождественские и новогодние праздники в семейном кругу население, не было политически активно.

## Провозглашение Румынской Народной Республики
Чтобы хоть как-то придать государственному перевороту законность, вечером 30 декабря 1947 коммунисты поспешно созывают экстренное заседание Палаты депутатов (нижней палаты) Парламента Румынии, которое приняло и одобрило бы решение устранить монархию и провозгласить Румынскую Народную Республику (верхняя палата парламента страны, Сенат, не существовал с 1946 года). Парламент находился в отпуске с 20 декабря 1947 года по 20 января 1948 года, и депутаты, находившиеся на время каникул в избирательных округах, не имели достаточно времени, необходимого для возвращения в Бухарест, и не смогли бы вовремя собраться и образовать кворум (согласно Конституции и регламенту Палаты) в тот же день; к тому же не было никакого официального постановления о созыве внеочередной сессии парламента. 
Тем не менее, собрание состоялось под руководством писателя и Председателя Палаты депутатов Румынии Михаила (Михая) Садовяну. Согласно законам и действовавшей на тот момент в королевстве Конституции, депутаты не могли вносить поправки в Конституцию, которая устанавливала, помимо прочего и форму государственного правления. Для того, чтобы придать видимость «массовости» заседания, в зал собрания депутатов было приглашено несколько «людей народных, заслуживающих доверия», выбранных случайным образом, «революционных» и увлечённых идеей провозглашения Республики, которые не имели законного права голосовать вместо депутатов Палаты. Несмотря на это, требуемый кворум так и не был достигнут, что было зафиксировано в протоколе заседания. Согласно тому же протоколу заседания: собрание длилось 45 минут вместо положенных минимальных 70 минут, не была подана возможная апелляция, количество присутствующих депутатов не сообщалось, и было приняты всего два закона, не включённых в повестку дня, не обсуждавшихся в парламентских комитетах и не получивших заключения Законодательного совета, с которым не проводились консультации.
Тогда же, 30 декабря 1947 года выходит специальный номер газеты «Скынтея», официального печатного органа Румынской коммунистической партии, в которой публикуется статья «Провозглашение стране», заканчивающаяся словами:

«Давайте все вместе создадим новую форму жизни нашего государства, Румынской Народной Республики, родины всех тех, кто работает руками и разумом в городах и сёлах».
Так же в статье говорилось, что смена формы государственного устройства с монархии на республику была исключительной инициативой румынского народа, а не советских оккупационных войск. 
Вечером 30 декабря на Дворцовой площади состоялся небольшой митинг сторонников коммунизма, с «радостью» встречающих провозглашение республики, а в № 300-бис Официального монитора Румынии были опубликованы два закона: Закон № 363 «О создании Румынского государства в Румынской Народной Республике» и Закон № 364 «О назначении членов Президиума Румынской Народной Республики».

## Изгнание королевской семьи
3 января 1948 года, после принудительного отречения короля Михая I, новые власти вынудили его и членов королевской семьи покинуть Румынию.
Королевский поезд с надписью «Лозанна — Швейцария» в составе семи вагонов отправился с железнодорожного вокзала в Синае, после тщательных проверок ценностей Королевской семьи и персонала, сданных в багаж (единственными разрешёнными ценностями стали четыре автомобиля, личная собственность короля Михая I, которые были загружены в отдельный вагон и 12 чемоданов личных вещей). Перед посадкой в поезд, на платформе, королевскую семью, её спутников и самого короля разделяли два ряда солдат, которым было приказано стоять позади короля, чтобы избежать визуального контакта; у адъютанта короля Жака Верготти, арестованного ранее и позже отпущенного, при посадке в поезд был изъят пистолет.

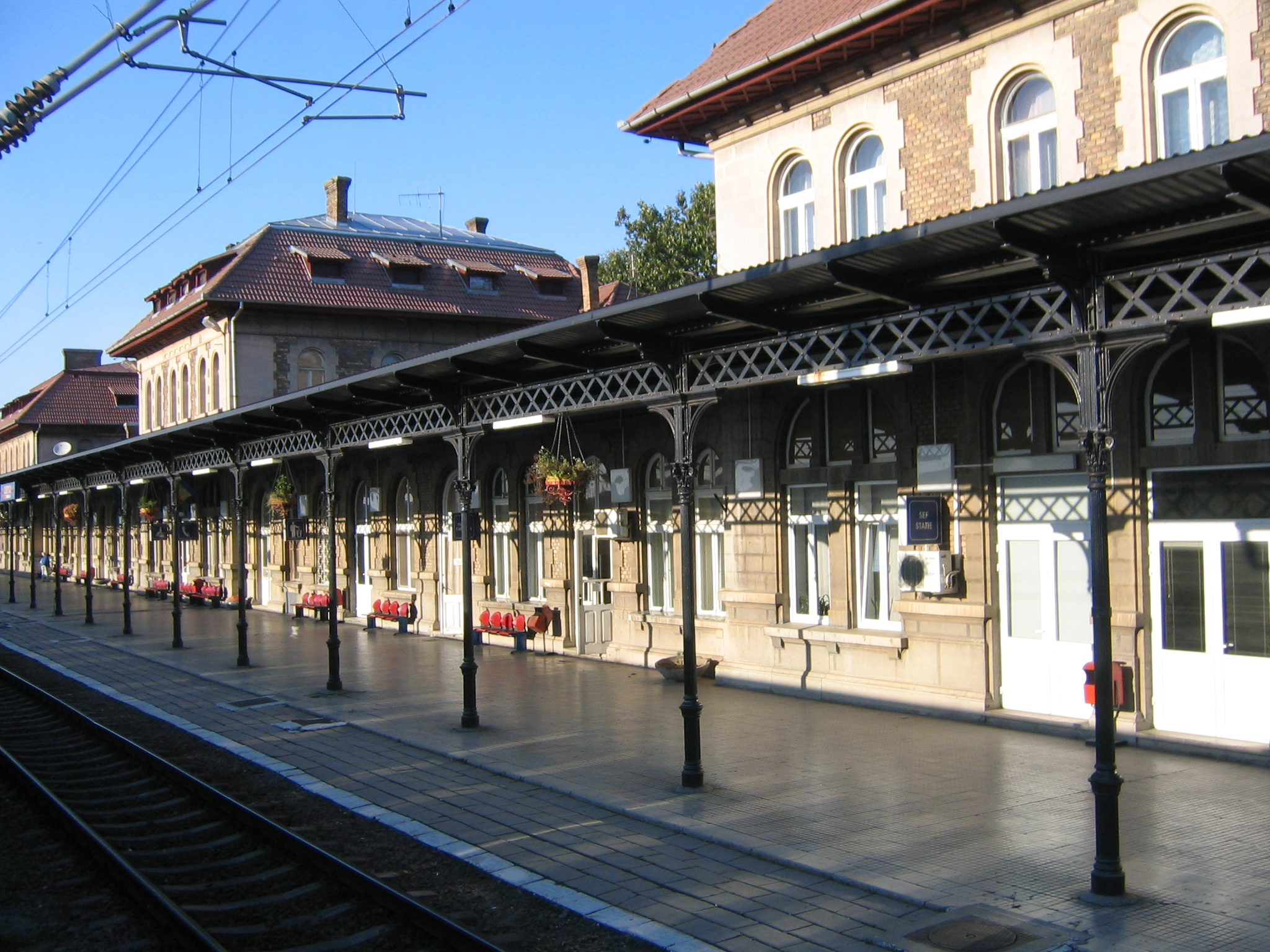
Железнодорожный вокзал в Куртиче

Во время следования состава двери и окна королевского в поезде были наглухо закрыты жалюзи, открывать которые строго запрещалось военной охраной, даже хлеб и фрукты на столе в вагоне королевы-матери Елены были разрезаны на куски, дабы члены королевской семьи не смогли спрятать никаких украшений или других ценных вещей.
Корреспондент газеты «The New York Times» в Румынии Билл Лоуренс, находившийся в то время в стране, захотел присутствовать при отъезде королевской семьи, однако новые власти не выдали ему разрешение, но разрешили наблюдать издалека; отчёт об этом событии появился в американской прессе через несколько дней.
По пути следования поезд остановился в Сэвыршине на железнодорожном вокзале, а затем покинул Румынию и пересёк границу с Венгрией в районе города Куртич.
По воспоминаниям Костикэ Гэлэвана, осуществлявшего охрану Королевского поезда и участвовавшего в расстреле маршала Антонеску, на румынско-венгерской границе от поезда были отцеплены три вагона, так что «король покинул Румынию только с тремя вагонами». По прибытии в Вену, занятую американской армией, в вагон к королю и королеве-матери вошёл американский офицер, и приветствуя подтвердил, что они свободны. Далее поезд продолжил путь до швейцарского города Лозанны.

## Последствия переворота 30 декабря 1947 года
После государственного переворота 30 декабря 1947 года и до 13 апреля 1948 года Румыния находилась в конституционном вакууме: Конституция 1923 года была отменена незаконным и юридически недействительным актом упразднения монархии и провозглашения Румынской Народной Республики, новая конституция отсутствовала, а указы, издаваемые правительством Петру Грозы и публикуемые в Официальных мониторах после 29 декабря 1947 года, продолжали оставаться недействительными.
Палата депутатов Румынии продолжала издавать законы без правовой основы, устанавливая свои собственные полномочия. 13 апреля 1948 года была принята первая Конституция коммунистической Румынии, «правовую основу» которой составляли указы и законы, принятые в период с 30 декабря 1947 года по 13 апреля 1948 года.

## Возвращение королевской семьи
Летом 1989 года, когда режим Чаушеску зашатался, король выступил с яростными нападками на диктатора в популярной программе будапештского телевидения. После Румынской революции 1989 года и казни Николае Чаушеску с супругой, в Румынии был установлен новый политический режим во главе с президентом Ионом Илиеску и премьер-министром Петре Романом, которые многократно препятствовали возвращению Королевской семьи Румынии в страну, несмотря на просьбы короля.
Весной 1992 года Михаю I разрешили совершить кратковременный двухдневный визит, который по официальным оценкам, вывел около миллиона человек на улицы, захотевших встретиться с королём. Король с супругой Анной, дочерью — принцессой Еленой и внуком — семилетним Николасом приняли участие в торжественном богослужении в монастыре Путна, основанном князем Штефаном Великим в XVII в. Двухдневный «сугубо частный визит» завершился давно вынашиваемой поездкой в монастырь Куртя-де-Арджеш. Другие попытки короля посетить страну, например на Рождество 1990 года, привели к его изгнанию за границу под вооружённой охраной. 
В конце 1994 года румынское правительство заявило о согласии вернуть Михаю I румынское гражданство, при условии его отказа от претензий на трон, однако отказа не последовало.
В 1996 году на выборах в Румынии победила коалиция правых партий, и через несколько месяцев Михай I уже сходил по трапу самолёта в Бухаресте. В аэропорту королю вручили новенький паспорт, в котором было написано просто Михай. Но, поскольку окружение настаивало на формулировке Михай Румынский, был достигнут компромисс: в следующем паспорте уже значилось Михай I. Кроме того, королю выдали ещё и дипломатический паспорт: Бухарест надеялся использовать его родственные связи с монаршими фамилиями Европы, чтобы ускорить процесс вступления Румынии в НАТО.
Окончательное возвращение в страну королевской семьи произошло в 1997 года, когда правительство Виктора Чорбя отменило решения правительства Петру Грозу 1948 года о лишении бывшего короля румынского гражданства. В страну вместе с бывшим королём вернулись: его супруга Анна Бурбон-Пармская и пятеро их дочерей, принцессы Маргарита, Елена, Ирина, София, Мария со своими мужьями и детьми.

## Позиция короля в отношении акта отречения и возможного референдума. Престолонаследие Румынии
После отречения от престола Михая I порядок наследования обсуждался на встрече Михая I, его дяди принца Николая Румынского (младший брат короля Кароля II) и Фредерика, принца Гогенцоллерна (глава дома Гогенцоллерн-Зигмаринген, двоюродный брат Кароля II). После этой встречи пресс-секретарь бывшего румынского короля Кароля II, отца Михая I, выразил решительную поддержку принцу Фридриху Гогенцоллерн-Зигмаринген и утверждал, что Михай никогда не вернёт себе трон. В соответствии с положениями о правопреемстве в Конституции королевства от 1923 года, королевский престол, согласно Салическому закону, должен был переходить по мужской линии по праву первородства. Закон конституции 1884 года о правящем румынском королевском доме также не был отменён. Немецкие князья из династии Гогенцоллерн-Зигмаринген происходят от ранее упомянутого принца Фридриха, старшего сына Вильгельма, принца Гогенцоллерна, который вместе со своим отцом, принцем Леопольдом, отказался от своих прав на румынский престол в пользу своего младшего брата, будущего короля Фердинанда.
Летом 1992 года в бухарестском муниципальном суде слушалось необычное дело: некий Павел-Филипп Ламбрино подал иск против королевской семьи Румынии в котором требовал, чтобы решением суда в свидетельство о рождении его отца — Мирчи Григоре Ламбрино в графу «отец» была внесена запись: «король Румынии Кароль II» и тогда бы истец в качестве внука короля вступил бы в права наследника трона. Румынское правительство, как известно, аннулировало опрометчивый брак Кароля II и Зизи Ламбрино, так что родившийся в 1920 году Мирча Григоре Ламбрино был исключён из числа возможных претендентов на трон. Но права Мирчи в 1955 году признал португальский суд, а в 1963 году — французский. Наконец, в 1995 году народный суд румынского города Александрия признал, что Мирча рождён в законном браке, и тем самым Павел-Филипп стал возможным претендентом на несуществующий престол.
Принудительно покинув страну и отправившись в изгнание, король использовал любую возможность чтобы показать иностранным властям истину, связанную с условиями, в которых произошёл государственный переворот 30 декабря 1947 года, подчёркивая, что события произошли с нарушением закона, в стране, находящейся под иностранной военной оккупацией, и без учёта воли румынского народа. Однако попытки короля донести правду до общественности натолкнулись на нежелание западных политических деятелей (стремящихся поддерживать политический компромисс и приемлемые отношения с СССР) и пропаганду румынской спецслужбы Секуритате. 
В 1991 году, отвечая на вопрос журналистов и мемуаристов о том, необходимо ли было для установления формы государственной власти в пост-декабрьской Румынии провести референдум, король Михай I подчеркнул, что законность, легитимность и историческая преемственность любого выбора организации государства должна исходить из положений Конституции 1923 года, действовавших в момент его отречения. Суверен отвечал писателю Мирче Чобану:

«„Нападки“ на монархию и на меня говорят о том, что нынешнее руководство страны не уверено в своей позиции. Они лучше всех знают, что республика была установлена без учёта мнения народа. Теперь же они хотят спросить мнение нации, но только чтобы заставить её узаконить мошенничество 30 декабря 1947 года.

Когда королева Голландии Вильгельмина или король Норвегии Хокон VII покидали свои страны из-за немецкой оккупации, спрашивали ли они мнение своих наций после возвращения? Что бы они спросили? А если их страны тем временем „привыкли“ бы к немцам? Румын следует спросить так: хотите ли вы остаться с той формой государственности, которую русские дали вам в 1947 году?»
После возвращения в страну в 1997 году, король Михай I сохранил ту же общественную позицию, что и ранее, повторяя, что только знание румынами всей правды и возрождение исторической преемственности, незаконно прерванной (исходя из правовой базы Конституции 1923 года), могут обеспечить легитимность пост-декабрьской власти. Король твёрдо выразил и поддержал суверенное право румынского народа свободно выбирать свою форму государственности — конституционную монархию или республику — но только после получения достоверной информации, при полном знании фактов истории и в соответствии с законами, которые были нарушены 30 декабря 1947 года.

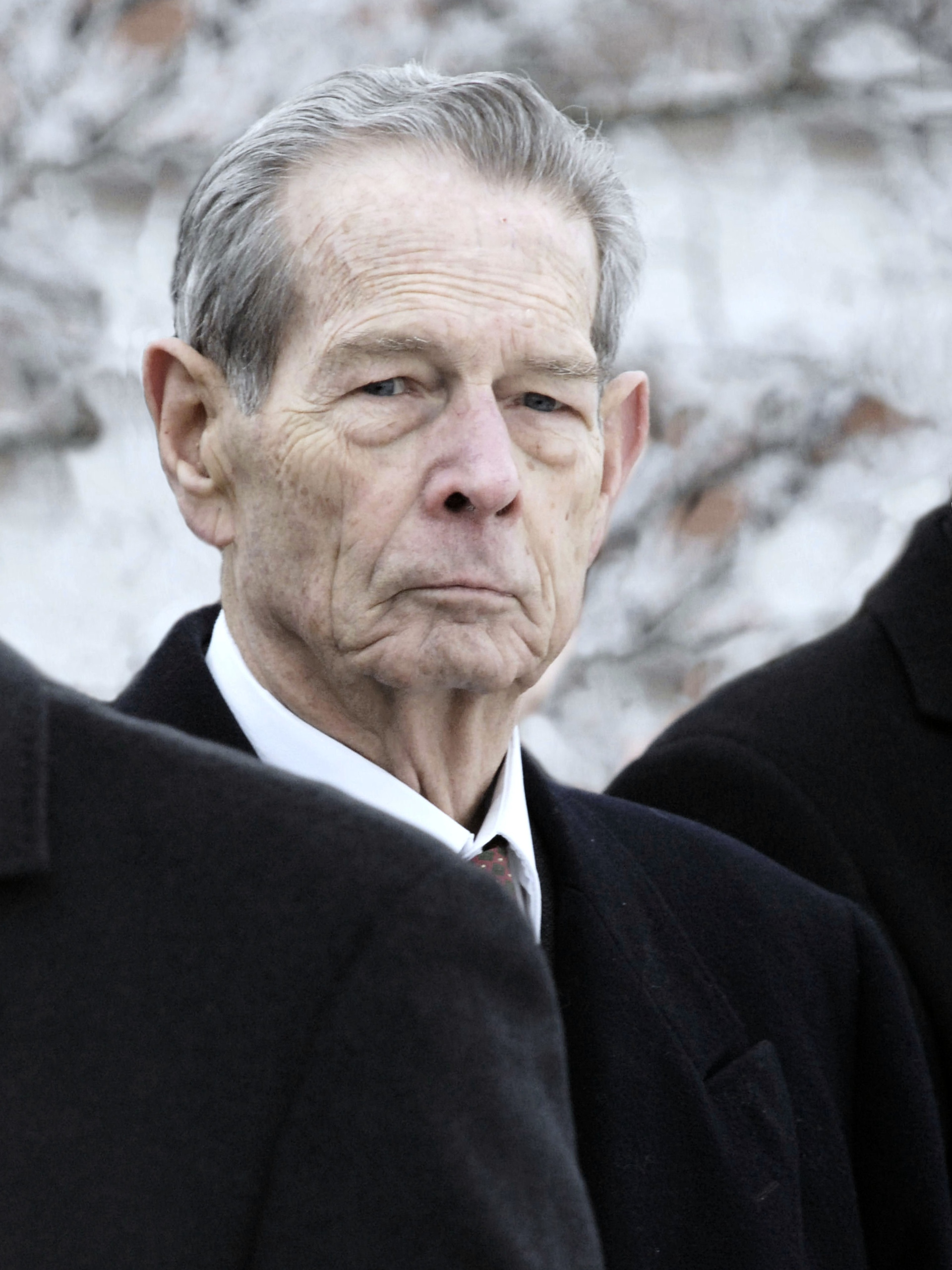
Михай I в 2007 году

Ровно в полдень 30 декабря 2007 года в королевском замке Сэвыршин, в символический момент, в день 60-летия своего принудительного отречения, Его Величество король Румынии Михай I единолично изменил законодательство румынского королевского дома, подписав официальный документ под названием «Основные нормы королевской семьи Румынии» (Статут королевского дома) — правовой документ, показывающий внутреннюю организацию королевской семьи (как учреждения), устанавливающий обязательные для каждого члена семьи правила, и излагающий волю короля о том, как следует изменить Конституцию Румынии, если парламент проголосует за восстановление формы монархического правления. В том случае, если Конституция 1923 года будет всё же изменена и страна решит выбрать монархию, то в соответствии с действующими международными правилами, которые используются другими европейскими королевскими домами, следует отменить салический закон престолонаследия, исключающий женщин из линии наследования престола. В Приложении 2 к тем же «Основным нормам королевской семьи Румынии» король Михай I выразил желание чтобы его старшая дочь, Её Королевское Высочество принцесса Маргарита, которой он даровал титул «кронпринцесса Румынская» и которая проводит общественно-благотворительную деятельность в интересах Румынии ещё с января 1990, сменила бы его на троне и стала бы королевой Румынии сразу после смерти отца, «независимо от положения семьи как правящей или не правящей династии, независимо от того, станет ли Маргарита позже использовать титул Королевы или изберёт другой титул».

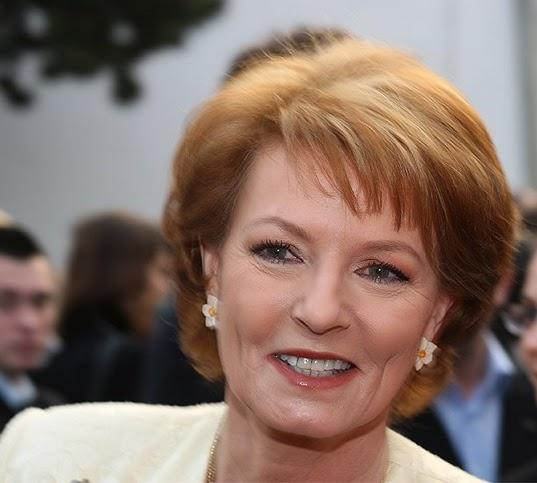
Маргарита, Хранительница Румынского престола

В 2011 король Михай I объявил о разрыве династических связей с немецким княжеским родом Гогенцоллерн-Зигмаринген, отказался от титула принца этого княжеского дома и объявил о суверенитете румынской королевской ветви, приняв для себя и своей семьи в качестве династической фамилии именование «Румынские». 
2 марта 2016 Михай I объявил о передаче всех полномочий старшей дочери Маргарите после того, как у него была диагностирована хроническая лейкемия.
Михай I cкончался 5 декабря 2017 в своей швейцарской резиденции в Обоне, в возрасте 96 лет. 16 декабря 2017 в здании бывшего королевского дворца на площади Революции в Бухаресте прошло отпевание и церемония прощания с почившим монархом. После смерти короля, Маргарита как глава Румынской королевской семьи продолжает проводить публичные мероприятия по представлению Румынии вместе с другими членами семьи; использует титул Её Величество Маргарита, Хранительница Румынского престола, иногда именуется как Кронпринцесса Румынская, Хранительница Румынского престола, однако большинство из тех, кто вступает в контакт с Румынской королевской семьёй, называют Маргариту Её Величество Королева Румынии.